# Apatow Productions
Apatow Productions (również The Apatow Company) – amerykańska firma produkcyjna założona w 1999 przez Judda Apatowa.
Pierwszą produkcją wytwórni był serial telewizyjny Luzaki i kujony (1999–2000), pierwszym wyprodukowanym filmem przez wytwórnię był film komediowy Legenda telewizji (2004). 
Z firmą często współpracują m.in. Adam McKay, Will Ferrell, Seth Rogen i Jason Segel.